# Przewodniczący Izby Gmin
Przewodniczący Izby Gmin (ang. Leader of the House of Commons) – członek brytyjskiego rządu odpowiedzialny za koordynację realizacji polityki rządu w Izbie Gmin.

## Charakterystyka

### Rola ustrojowa
Nie należy mylić tego stanowiska ze spikerem Izby Gmin – przewodniczący (a właściwie lider, tłumacząc dosłownie) nie prowadzi obrad Izby i, w przeciwieństwie do spikera, nie ma do niego zastosowania wymóg apolityczności i bezstronności. Wprost przeciwnie – jest wysokim funkcjonariuszem rządu i partii rządzącej. Przewodniczący jest mianowany przez monarchę na wniosek premiera na zasadach identycznych jak inni członkowie gabinetu i cieszy się analogicznymi przywilejami. Przy obsadzie tego stanowiska nie jest wymagana akceptacja samej Izby.
W obowiązującym w Wielkiej Brytanii systemie gabinetowo-parlamentarnym władza wykonawcza ma pewną przewagę ustrojową nad parlamentem i niejako organizuje mu ok. 75% czasu, który poświęcany jest na rozpatrywanie rządowych projektów ustaw czy też przedstawianych przez ministrów informacji. Głównym zadaniem przewodniczącego jest szczegółowe organizowanie i planowanie prac Izby nad przedłożeniami rządowymi. Ponadto, jeśli podczas cotygodniowych pytań do premiera w Izbie szef rządu i jego zastępca są nieobecni, przewodniczący odpowiada na pytania deputowanych w jego imieniu.

### Status
Stanowisko przewodniczącego Izby Gmin samo w sobie nie daje prawa do zasiadania w gabinecie i pobierania ministerialnej pensji, dlatego zwykle jest łączone z jednym z historycznych urzędów, które choć straciły znaczenie polityczne, wciąż wiążą się z tymi przywilejami. Do najczęściej wykorzystywanych w tym celu stanowisk należą lord przewodniczący Rady czy lord tajnej pieczęci. Do lat 40. XX wieku premier bardzo często mianował przewodniczącym samego siebie.

## Lista przewodniczących Izby Gmin
| od   | do    | osoba                    |
| ---- | ----- | ------------------------ |
| 1721 | 1742  | Robert Walpole           |
| 1742 | 1743  | Samuel Sandys            |
| 1743 | 1754  | Henry Pelham             |
| 1754 | 1755  | Thomas Robinson          |
| 1755 | 1756  | Henry Fox                |
| 1756 | 1761  | William Pitt Starszy     |
| 1761 | 1762  | George Grenville         |
| 1762 | 1763  | Henry Fox                |
| 1763 | 1765  | George Grenville         |
| 1765 | 1768  | Henry Seymour Conway     |
| 1768 | 1782  | Frederick North          |
| 1782 | 1782  | Charles James Fox        |
| 1782 | 1783  | Thomas Townshend         |
| 1783 | 1783  | Frederick North          |
| 1783 | 1783  | Charles James Fox        |
| 1783 | 1801  | William Pitt Młodszy     |
| 1801 | 1804  | Henry Addington          |
| 1804 | 1806  | William Pitt Młodszy     |
| 1806 | 1806  | Charles James Fox        |
| 1806 | 1807  | lord Howick              |
| 1807 | 1812  | Spencer Perceval         |
| 1812 | 1822  | lord Castlereagh         |
| 1822 | 1827  | George Canning           |
| 1827 | 1828  | William Huskisson        |
| 1828 | 1830  | Robert Peel              |
| 1830 | 1834  | lord Althorp             |
| 1834 | 1834  | lord John Russell        |
| 1834 | 1835  | Robert Peel              |
| 1835 | 1841  | lord John Russell        |
| 1841 | 1846  | Robert Peel              |
| 1846 | 1852  | lord John Russell        |
| 1852 | 1852  | Benjamin Disraeli        |
| 1852 | 1855  | lord John Russell        |
| 1855 | 1858  | lord Palmerston          |
| 1858 | 1859  | Benjamin Disraeli        |
| 1859 | 1865  | lord Palmerston          |
| 1865 | 1866  | William Ewart Gladstone  |
| 1866 | 1868  | Benjamin Disraeli        |
| 1868 | 1874  | William Ewart Gladstone  |
| 1874 | 1876  | Benjamin Disraeli        |
| 1876 | 1880  | Stafford Northcote       |
| 1880 | 1885  | William Ewart Gladstone  |
| 1885 | 1886  | Michael Hicks-Beach      |
| 1866 | 1886  | William Ewart Gladstone  |
| 1886 | 1887  | lord Randolph Churchill  |
| 1887 | 1891  | William Henry Smith      |
| 1891 | 1892  | Arthur Balfour           |
| 1892 | 1894  | William Ewart Gladstone  |
| 1894 | 1895  | William Vernon Harcourt  |
| 1895 | 1905  | Arthur Balfour           |
| 1905 | 1908  | Henry Campbell-Bannerman |
| 1908 | 1916  | Herbert Henry Asquith    |
| 1916 | 1921  | Andrew Bonar Law         |
| 1921 | 1922  | Austen Chamberlain       |
| 1922 | 1923  | Andrew Bonar Law         |
| 1923 | 1924  | Stanley Baldwin          |
| 1924 | 1924  | Ramsay MacDonald         |
| 1924 | 1929  | Stanley Baldwin          |
| 1929 | 1935  | Ramsay MacDonald         |
| 1935 | 1937  | Stanley Baldwin          |
| 1937 | 1940  | Neville Chamberlain      |
| 1940 | 1942  | Winston Churchill        |
| 1942 | 1942  | Stafford Cripps          |
| 1942 | 1945  | Anthony Eden             |
| 1945 | 1951  | Herbert Morrison         |
| 1951 | 1951  | James Chuter Ede         |
| 1951 | 1955  | Harry Crookshank         |
| 1955 | 1961  | Rab Butler               |
| 1961 | 1963  | Iain Macleod             |
| 1963 | 1964  | Selwyn Lloyd             |
| 1964 | 1966  | Herbert Bowden           |
| 1966 | 1968  | Richard Crossman         |
| 1968 | 1970  | Fred Peart               |
| 1970 | 1972  | William Whitelaw         |
| 1972 | 1972  | Robert Carr              |
| 1972 | 1974  | James Prior              |
| 1974 | 1976  | Edward Short             |
| 1976 | 1979  | Michael Foot             |
| 1979 | 1981  | Norman St John-Stevas    |
| 1981 | 1982  | Francis Pym              |
| 1982 | 1987  | John Biffen              |
| 1987 | 1989  | John Wakeham             |
| 1989 | 1990  | Geoffrey Howe            |
| 1990 | 1992  | John MacGregor           |
| 1992 | 1997  | Tony Newton              |
| 1997 | 1998  | Ann Taylor               |
| 1998 | 2001  | Margaret Beckett         |
| 2001 | 2003  | Robin Cook               |
| 2003 | 2003  | John Reid                |
| 2003 | 2005  | Peter Hain               |
| 2005 | 2006  | Geoff Hoon               |
| 2006 | 2007  | Jack Straw               |
| 2007 | 2010  | Harriet Harman           |
| 2010 | 2012  | George Young             |
| 2012 | 2014  | Andrew Lansley           |
| 2014 | 2015  | William Hague            |
| 2015 | 2016  | Chris Grayling           |
| 2016 | 2017  | David Lidington          |
| 2017 | 2019  | Andrea Leadsom           |
| 2019 | 2019  | Mel Stride               |
| 2019 | 2022  | Jacob Rees-Mogg          |
| 2022 | 2022  | Mark Spencer             |
| 2022 | 2024  | Penny Mordaunt           |
| 2024 | nadal | Lucy Powell              |